# 룡천 열차 폭발 사고
룡천 열차폭발 사고(龍川列車爆發事故)는 2004년 4월 22일 중국과의 접경지역인 조선민주주의인민공화국 평안북도 룡천군 룡천역에서 열차가 폭발한 사건이다.

## 사건 개요
사건은 낮 오후 12시에서 1시 사이에 가연성 물질을 싣고 가던 기차에 노후된 전선의 불꽃이 튀면서 폭발하여, 폭발현장에는 10여 미터 깊이의 구덩이가 파이고, 주변 건물들이 충격으로 붕괴되어 54명이 사망하고, 1,249명이 부상당한 것으로 보도되었다. 북한은 이 지역에 국가 긴급 사태를 선포하였으며 이례적으로 국제사회에 구호를 요청했다.
사건이 일어난 당일은 김정일 국방위원장이 중국을 방문하고 기차로 귀국하는 날이어서, 김정일 위원장을 겨냥한 테러가 아니겠느냐는 추측이 있었고, 위키리크스에 따르면 김정일 스스로 룡천역 사건이 자신을 향한 암살시도라는 것을 인정하였다.

## 같이 보기
- ANFO 폭약